# 差量調變
差量調變（英語：Delta Modulation，簡称DM），是一種類比轉數位和數位轉類比的轉換技術，與一般調變方式不同，它並不直接對原始信號量化後調變並傳送，而是將類比信號先切成一連串的小片段，並以一決策線路判斷估計信號與實際類比信號的差，若估計的信號小於實際的類比信號，則一個位元〝1〞會被傳送出去，代表估計的信號必須加上一個級距以跟上實際的類比信號，反之位元〝0〞會被傳送出去，代表估計信號必須減掉一個級距，一般來說，差量調變方式較為簡單、有效，但需要使用較高的取樣頻率，以彌補失真。如果訊號品質不是最注重的情況下，可以用來傳送語音資訊。差量調變是一種最簡易形式的脈波差量編碼調變。